# Ernst Steinitz

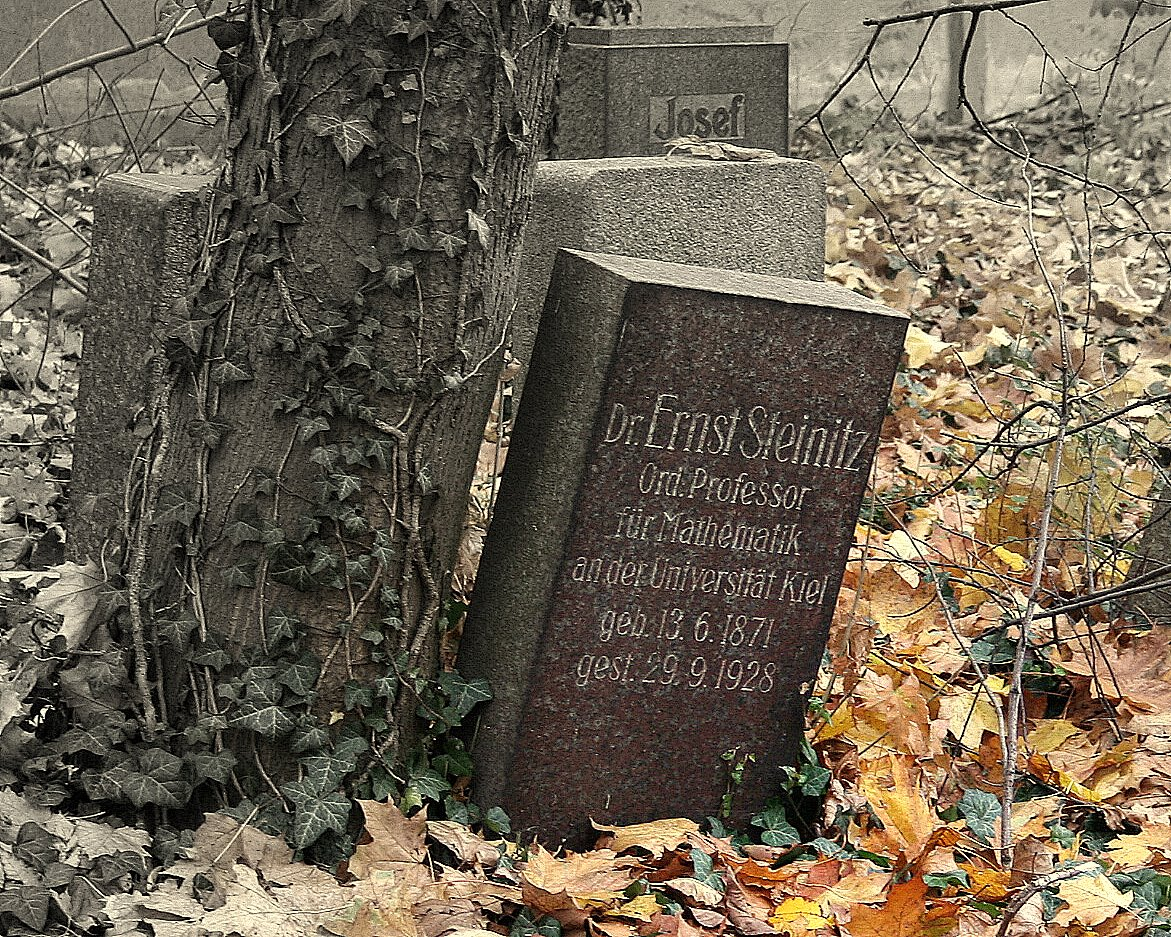
Grabstein in Breslau

Ernst Steinitz (* 13. Juni 1871 in Laurahütte, Oberschlesien; † 29. September 1928 in Kiel) war ein deutscher Mathematiker.

## Leben
1890 begann Steinitz sein Studium an der Universität Breslau, von 1891 bis 1893 studierte er in Berlin und promovierte nach seiner Rückkehr nach Breslau 1894 „Über die Konstruction der Configurationen n3“ bei Jacob Rosanes.
Er habilitierte sich 1897 an der TH Berlin-Charlottenburg und  wurde dort Privatdozent. 1910 kehrte er als ordentlicher Professor an die Technische Hochschule in Breslau zurück, ab 1918 war er zugleich ordentlicher Honorarprofessor an der dortigen Universität. Schließlich wurde er 1920 Ordinarius an der Universität Kiel. Er hielt Vorlesungen über seine wissenschaftlichen Arbeitsgebiete Algebra, Polyedertheorie und Analysis situs (Topologie), sowie u. a. über Zahlentheorie, Funktionentheorie, Mengenlehre, Geometrie, Vektoranalysis und Mechanik. Zusammen mit Otto Toeplitz und Helmut Hasse veranstaltete er Seminare. 1928 erkrankte er an einem unheilbaren Herzleiden, an dem er noch im gleichen Jahr starb. Er wurde in Breslau beigesetzt.
Steinitz war jüdischen Glaubens. Seine Witwe zog nach seinem Tod nach Breslau, emigrierte beim Machtantritt der Nationalsozialisten mit dem Sohn nach Palästina, kehrte aber nach Breslau zurück, wurde nach Theresienstadt deportiert und wurde 1942 im Vernichtungslager Treblinka ermordet. Der Sohn blieb in Palästina, wo er 1948 starb.
Steinitz war ein hervorragender Pianist. Als in Kiel der Pianist bei einem Symphoniekonzert ausfiel, sprang er kurzfristig ein und spielte das Klavierkonzert von Robert Schumann auswendig.

## Werk
Steinitz verfasste grundlegende Arbeiten zur Algebra, vor allem zur Körpertheorie. Sein umfangreiches, vielfältiges und einflussreiches mathematisches Werk findet bis heute große Beachtung. Seine Arbeit über Körpertheorie von 1910 war nach van der Waerden ein Wendepunkt in der Geschichte der Algebra im 20. Jahrhundert und es war das erste Mal, dass eine bestimmte Struktur (Körper) allgemein axiomatisch untersucht wurde. Neben den beiden Hauptwerken über Körpertheorie und die Theorie der Polyeder hat er u. a. Beiträge zur Theorie der Moduln (1899, 1912), der Abelschen Gruppen (1901) und der bedingt konvergenten Reihen (1913, 1914, 1916) geliefert. Für die „Encyklopädie der mathematischen Wissenschaften“ hat er die Artikel „Konfigurationen der projektiven Geometrie“ und „Polyeder und Raumeinteilungen“ verfasst.
Im Jahre 1910 erschien im „Journal für die reine und angewandte Mathematik“ Steinitz’ große Arbeit „Algebraische Theorie der Körper“, die nach Bourbaki als Ursprung der heutigen Auffassung von der Algebra  betrachtet werden kann. In diesem Aufsatz studierte er die Eigenschaften von Körpern und definierte wichtige Konzepte wie den Primkörper, den perfekten Körper und den Transzendenzgrad einer Körpererweiterung. Er bewies, dass jeder Körper einen algebraisch abgeschlossenen Erweiterungskörper hat.
Steinitz hat sich viele Jahre mit der Theorie der Polyeder beschäftigt. Seine „Vorlesungen über die Theorie der Polyeder unter Einschluss der Elemente der Topologie“ wurden 1934 postum als Band XLI der „Grundlehren der mathematischen Wissenschaften“ von Hans Rademacher herausgegeben. Die dort behandelte Charakterisierung kombinatorisch definierter Polyeder, die eine Realisierung als konvexe Polyeder im Raum zulassen, wird heute als eines der Hauptergebnisse der Polyedertheorie dargestellt.
Das Austauschlemma von Steinitz, der Satz von Steinitz und der Steinitzsche Umordnungssatz sind noch heute mit seinem Namen verbunden.

## Veröffentlichungen (Auswahl)
- mit Hans Rademacher, Vorlesungen über die Theorie der Polyeder unter Einschluss der Elemente der Topologie, Reprint der Ausgabe von 1934, Springer Verlag, 1976, (Die Grundlehren der mathematischen Wissenschaften in Einzeldarstellungen mit besonderer Berücksichtigung der Anwendungsgebiet) ISBN 0-387-06293-9.
- Algebraische Theorie der Körper, Neu hrsg., mit Erl. Ernst Steinitz. Mit einem Anhang: Abriss d. Galoisschen Theorie von Reinhold Baer und Helmut Hasse – Berlin : W. de Gruyter & Co., 1930. Erschien zuerst im Journal für die reine und angewandte Mathematik, Band 137, 1910, S. 167–309.
- Zur Theorie der Moduln, Mathematische Annalen, Band 52, 1899, S. 1–57.
- Zur Theorie der Abelschen Gruppen, Jahresbericht der Deutschen Mathematiker-Vereinigung, Band 9, 1901, S. 80–85.